# Louvie-Juzon
Louvie-Juzon is een gemeente in het Franse departement Pyrénées-Atlantiques (regio Nouvelle-Aquitaine). De plaats maakt deel uit van het arrondissement Oloron-Sainte-Marie. Louvie-Juzon telde op 1 januari 2022 1.073 inwoners.

## Geografie
De oppervlakte van Louvie-Juzon bedroeg op 1 januari 2022 55,65 vierkante kilometer; de bevolkingsdichtheid was toen 19,3 inwoners per km².

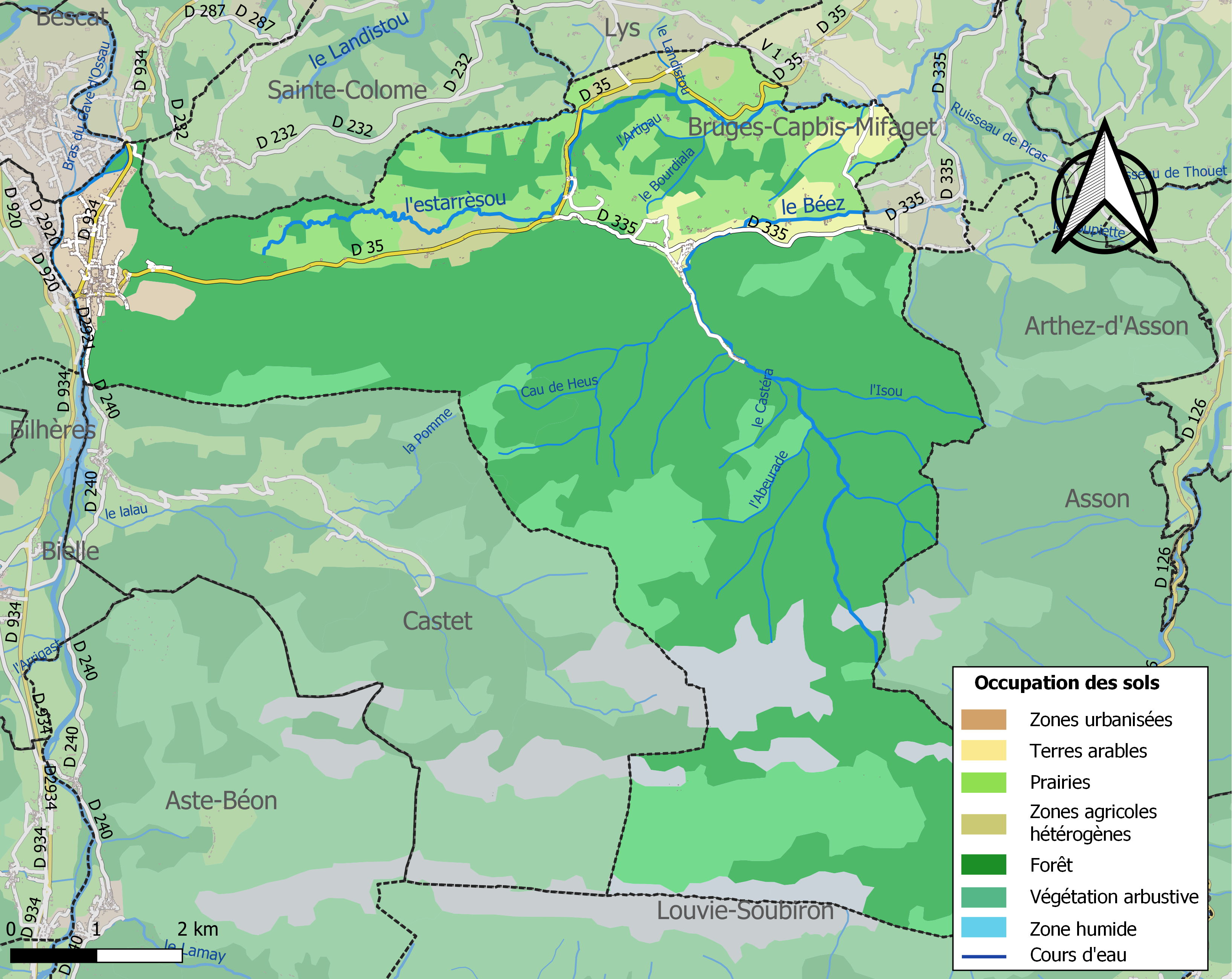
Kaart van de gemeente met belangrijkste infrastructuur, bodemgebruik en omliggende gemeenten

## Demografie
Onderstaande figuur toont het verloop van het inwonertal (bron: INSEE-tellingen).